# Semiothisa sordidata
Semiothisa sordidata là một loài bướm đêm trong họ Geometridae.